# 자오구 (퉁링시)
자오구(한국어: 교구, 중국어: 郊区, 병음: Jiāo Qū)는 중화인민공화국 안후이성 퉁링 시의 현급 행정구역이다. 넓이는 154km2이고, 인구는 2007년 기준으로 70,000명이다.

## 행정 구역
2개 가도, 2개 진, 1개 향을 관할한다.
- 가도: 安铜街道, 桥南街道.
- 진: 铜山镇, 大通镇.
- 향: 灰河乡.